# Bistum Phan Thiết
Das Bistum Phan Thiết (lateinisch Dioecesis Phanthietensis, vietnamesisch Giáo phận Phan Thiết) ist eine in Vietnam gelegene römisch-katholische Diözese mit Sitz in Phan Thiết.

## Geschichte
Das Bistum Phan Thiết wurde am 30. Januar 1975 durch Papst Paul VI. mit der Apostolischen Konstitution Arcano Dei aus Gebietsabtretungen des Bistums Nha Trang errichtet und dem Erzbistum Ho-Chi-Minh-Stadt als Suffraganbistum unterstellt.

## Bischöfe von Phan Thiết
- Paul Nguyên Van Hòa, 1975, dann Bischof von Nha Trang
- Nicolas Huynh Van Nghi, 1979–2005
- Paul Nguyên Thanh Hoan, 2005–2009
- Joseph Vu Duy Thông, 2009–2017
- Joseph Đỗ Mạnh Hùng, seit 2019